# Enrique Costa Pellé
Enrique Costa Pellé (Valparaíso, 19 de junio de 1881-26 de febrero de 1980) fue un marino, diplomático y político chileno.

## Vida
Hijo de Ricardo Costa Gómez y de Margarita Pellé Salvá. Entre sus hermanos encontramos al marino y político Emiliano Costa Pellé y, al político y ex intendente de Coquimbo Ricardo Costa Pellé.Estudió en el Seminario de Valparaíso y en la Escuela Naval.
Estuvo casado con Clara Couve.
Fue Alcalde de Valparaíso, Comandante en Jefe del Apostadero naval de Talcahuano, Jefe de la Comisión naval en Londres. Agregado Naval en la Embajada de Italia y Asesor Técnico. Delegado de Chile a la Liga de las Naciones. 
Fue Condecorado Comendador de la Orden de San Mauricio y San Lázaro en Italia. Comendador del Imperio Británico. Premiado con la medalla de 30 años de servicios a la Marina. Fue Presidente de la Asociación de Automovilistas de Valparaíso. Socio del Club Naval, Club de Viña, Club Valparaíso y el Sporting Club.
Enrique Costa Pellé falleció el 26 de febrero de 1980. Fue sepultado en el cementerio Santa Inés en la ciudad de Viña del Mar.